# Elezioni regionali in Calabria del 2021
Le elezioni regionali in Calabria del 2021 si sono svolte il 3 e il 4 ottobre, in anticipo rispetto alla scadenza naturale della legislatura, a seguito della morte improvvisa della Presidente in carica Jole Santelli avvenuta il 15 ottobre 2020, ad appena 8 mesi dalle elezioni regionali del 2020.
Inizialmente fissate per il 14 febbraio, sono state ripetutamente rinviate, a causa della pandemia da COVID-19: dapprima all'11 aprile 2021, poi per effetto del decreto legge n. 25 del 5 marzo 2021, che prevedeva che tutte le elezioni amministrative e quelle elettive delle regioni a statuto ordinario, anche se già indette, sarebbero state rinviate nella finestra temporale dal 15 settembre al 15 ottobre 2021. Il 4 agosto 2021 il Presidente facente funzioni decretò che elezioni si svolgessero in data 3 e 4 ottobre, in concomitanza con il primo turno delle amministrative per l'elezione dei sindaci di alcuni comuni.

## Contesto
In seguito alla morte della Presidente in carica Jole Santelli, avvenuta il 15 ottobre 2020, secondo lo statuto regionale erano inizialmente previste elezioni entro 60 giorni. A causa però della pandemia di COVID-19, sono state rimandate in una forbice temporale compresa tra febbraio e aprile dell'anno seguente.
Il 10 novembre il Consiglio regionale è stato sciolto. Il 30 novembre il Presidente facente funzioni Antonino Spirlì (Lega), già vicepresidente della giunta Santelli, ha emesso il decreto convocando le elezioni per il 14 febbraio 2021.
Il 31 dicembre 2020 il Presidente facente funzioni ha dichiarato di non essere sicuro della data prevista per le votazioni, a causa degli sviluppi della pandemia di COVID-19.
Il giorno seguente è iniziata formalmente la procedura per il rinvio della data delle consultazioni,, che è stata poi concordata per l'11 aprile.
Proprio nei giorni in cui si stava procedendo alla convocazione dei comizi elettorali, il Consiglio dei Ministri ha approvato un Decreto Legge (n. 25 del 5 marzo 2021) che ha differito tutte le elezioni amministrative previste per il turno ordinario del 2021, ivi comprese le elezioni delle Regioni a statuto ordinario, anche già indette, ad una finestra compresa tra il 15 settembre e il 15 ottobre.

## Sistema elettorale
Sarà utilizzata, per la terza volta, la legge elettorale approvata dal Consiglio regionale calabrese dell'11 settembre 2014, che ha modificato il Tatarellum. La suddetta legge prevede che non siano ammesse al riparto dei seggi le liste circoscrizionali il cui gruppo, anche se collegato a una lista regionale che ha superato la percentuale dell'8%, non abbia ottenuto, nell'intero territorio regionale, almeno il 4% dei voti validi; inoltre il premio di maggioranza è del 55%; le circoscrizioni elettorali sono tre: Cosenza (nord), Catanzaro-Crotone-Vibo Valentia (centro) e Reggio Calabria (sud). I consiglieri da eleggere in totale sono 30.

## Candidati alla presidenza
Il 4 settembre sono state presentate all'Ufficio centrale regionale presso la Corte d'Appello di Catanzaro le candidature già annunciate in precedenza agli organi di stampa. Compito dell'Ufficio elettorale è verificare che le candidature rispondano a quanto richiesto dalla legge. I candidati sono:
- Amalia Bruni, direttrice del Centro Regionale di Neurogenetica in Lamezia Terme dal 1996, già membro del Comitato tecnico scientifico del Consiglio superiore di sanità. È sostenuta da Partito Democratico, Movimento 5 Stelle, Partito Socialista Italiano, Europa Verde, "Tesoro Calabria" di Carlo Tansi, "Amalia Bruni Presidente - La Calabria SiCura" e "Partito Animalista - Democratici Progressisti".[11]
- Luigi de Magistris, sindaco di Napoli uscente e già sostituto procuratore alla procura di Catanzaro, ha annunciato la sua candidatura a presidente della Regione il 19 gennaio 2021. È appoggiato da sei liste: "DemA" (Democrazia Autonomia), "De Magistris Presidente", “Uniti con de Magistris” (cui aderisce il Partito della Rifondazione Comunista), “Per la Calabria con de Magistris”, “Calabria Resistente e Solidale" (lista che include anche Potere al Popolo! e Partito Comunista Italiano),[12] "Un'altra Calabria è possibile" (lista promossa dall'ex sindaco di Riace Domenico "Mimmo" Lucano, candidato capolista in tutte le circoscrizioni, e sostenuta da Sinistra Italiana)[13] oltreché dalle associazioni "LiberaMente Progressisti" e "Primavera Calabria" che non diventeranno liste.
- Roberto Occhiuto, esponente di Forza Italia e proposto quale candidato del centro-destra il 16 giugno 2021, in ticket col presidente in carica facente funzioni Antonino Spirlì.[14][15]. La coalizione a suo sostegno comprende: Forza Italia (che include anche esponenti di Sud in Testa)[16], Fratelli d'Italia, Lega per Salvini Premier, Noi con l'Italia (comprendente anche esponenti de Il Popolo della Famiglia), Unione di Centro, Coraggio Italia e "Forza Azzurri - Occhiuto Presidente".
- Mario Oliverio, già presidente calabrese con il centro-sinistra dal 2014 al 2020, il 16 agosto 2021 annuncia di candidarsi nuovamente a tale ruolo, come candidato civico sostenuto soltanto dalla lista "Oliverio Presidente".[17]

## Sondaggi
| Data               | Casa sondaggistica | Campione | Roberto Occhiuto (CDX) | Amalia Bruni (CSX - M5S) | Luigi de Magistris (SX) | Mario Oliverio (Civico) | Altri  | Vantaggio | Affluenza |
| ------------------ | ------------------ | -------- | ---------------------- | ------------------------ | ----------------------- | ----------------------- | ------ | --------- | --------- |
| Data               | Casa sondaggistica | Campione |                        |                          |                         |                         | Altri  | Vantaggio | Affluenza |
| 12-15 settembre    | Noto Sondaggi      | 1000     | 44% - 48%              | 28% - 32%                | 17% - 21%               | 3% - 7%                 | N.D.   | 16%       | N.D.      |
| 12-14 settembre    | Winpoll            | 1000     | 39,4%                  | 39,2%                    | 18,9%                   | 2,5%                    | N.D.   | 0,2%      | 20,11%    |
| 7 settembre        | Opinio Italia      | 1000     | 44% - 48%              | 24% - 28%                | 16% - 20%               | 8% - 12%                | N.D.   | 20%       | 46%       |
| 25-28 agosto       | Winpoll            | 1000     | 39,2%                  | 37,1%                    | N.D.                    | N.D.                    | 23,7%  | 2,1%      | 65%       |
| 5-6 agosto         | Emg                | N.D.     | 45% - 49%              | 24% - 28%                | 16% - 20%               | N.D.                    | 7%-11% | 21%       | N.D.      |
| 30 luglio-4 agosto | Winpoll            | N.D.     | 35,8%                  | 36,3%                    | N.D.                    | N.D.                    | 27,9%  | 0,5%      | N.D.      |

## Affluenza
Dati del Ministero dell’Interno.
| Ore              | Elezioni del 2021 | Elezioni del 2020 | Differenza |
| ---------------- | ----------------- | ----------------- | ---------- |
| 12:00 (domenica) | 7,41%             | 10,50%            | 3,09%      |
| 19:00 (domenica) | 22,67%            | 35,54%            | 12,87%     |
| 23:00 (domenica) | 30,87%            | 44,33%            | 13,46%     |
| 15:00 (lunedì)   | 44,37%            | /                 | /          |
| Totale           | 44,37%            | 44,33%            | 0,04%      |

## Risultati
|                                               | Roberto Occhiuto ✔️ Presidente | 431 675              | 54,46 | Forza Italia                        | 131 882 | 17,31 | 7  |  |  |
| Fratelli d'Italia                             | Roberto Occhiuto ✔️ Presidente | 431 675              | 54,46 | 66 277                              | 8,70    | 4     |    |  |  |
| Lega                                          | Roberto Occhiuto ✔️ Presidente | 431 675              | 54,46 | 63 459                              | 8,33    | 4     |    |  |  |
| Forza Azzurri                                 | Roberto Occhiuto ✔️ Presidente | 431 675              | 54,46 | 61 828                              | 8,11    | 2     |    |  |  |
| Coraggio Italia                               | Roberto Occhiuto ✔️ Presidente | 431 675              | 54,46 | 43 159                              | 5,66    | 2     |    |  |  |
| Unione di Centro                              | Roberto Occhiuto ✔️ Presidente | 431 675              | 54,46 | 34 923                              | 4,58    | 1     |    |  |  |
| Noi con l'Italia                              | Roberto Occhiuto ✔️ Presidente | 431 675              | 54,46 | 23 128                              | 3,03    | –     |    |  |  |
|                                               | Amalia Bruni                   | 219 389              | 27,68 | Partito Democratico                 | 100 437 | 13,18 | 5  |  |  |
| Movimento 5 Stelle                            | Amalia Bruni                   | 219 389              | 27,68 | 49 414                              | 6,48    | 2     |    |  |  |
| La Calabria SiCura                            | Amalia Bruni                   | 219 389              | 27,68 | 28 733                              | 3,77    | –     |    |  |  |
| Tesoro Calabria                               | Amalia Bruni                   | 219 389              | 27,68 | 17 358                              | 2,28    | –     |    |  |  |
| Partito Socialista Italiano                   | Amalia Bruni                   | 219 389              | 27,68 | 7 024                               | 0,92    | –     |    |  |  |
| Europa Verde                                  | Amalia Bruni                   | 219 389              | 27,68 | 3 755                               | 0,49    | –     |    |  |  |
| Partito Animalista - Democratici Progressisti | Amalia Bruni                   | 219 389              | 27,68 | 2 259                               | 0,30    | –     |    |  |  |
| Seggio di coalizione                          | Seggio di coalizione           | Seggio di coalizione | 27,68 | 1                                   |         |       |    |  |  |
|                                               | Luigi de Magistris             | 128 204              | 16,17 | De Magistris Presidente             | 39 338  | 5,16  | 2  |  |  |
| Democrazia Autonomia                          | Luigi de Magistris             | 128 204              | 16,17 | 25 929                              | 3,40    | –     |    |  |  |
| Un'altra Calabria è Possibile                 | Luigi de Magistris             | 128 204              | 16,17 | 18 235                              | 2,39    | –     |    |  |  |
| Uniti con De Magistris                        | Luigi de Magistris             | 128 204              | 16,17 | 12 390                              | 1,63    | –     |    |  |  |
| Per la Calabria                               | Luigi de Magistris             | 128 204              | 16,17 | 10 547                              | 1,38    | –     |    |  |  |
| Calabria Resistente e Solidale                | Luigi de Magistris             | 128 204              | 16,17 | 9 175                               | 1,20    | –     |    |  |  |
|                                               | Mario Oliverio                 | 13 440               | 1,70  | Oliverio Presidente per la Calabria | 12 838  | 1,68  | –  |  |  |
| Totale                                        | Totale                         | 792 708              | 100   |                                     | 762 098 | 100   | 30 |  |  |
|                                               |                                |                      |       |                                     |         |       |    |  |  |
| Voti non validi                               | Voti non validi                | 45 983               | 5,48  |                                     |         |       |    |  |  |
| Votanti                                       | Votanti                        | 838 691              | 44,36 |                                     |         |       |    |  |  |
| Elettori                                      | Elettori                       | 1 890 732            |       |                                     |         |       |    |  |  |
|                                               |                                |                      |       |                                     |         |       |    |  |  |
| Fonte: Ministero dell'interno                 |                                |                      |       |                                     |         |       |    |  |  |

## Consiglieri eletti
Di seguito sono riportati i 30 consiglieri eletti divisi per lista e circoscrizione. A questi si aggiunge Amalia Cecilia Bruni che, in quanto prima dei candidati presidente non eletti, ottiene un seggio da consigliere.
| Collegio                                                | Lista                   | Eletto                    | Preferenze |
| ------------------------------------------------------- | ----------------------- | ------------------------- | ---------- |
| Circoscrizione centro (Catanzaro-Crotone-Vibo Valentia) | Forza Italia            | Michele Comito            | 13.704     |
| Circoscrizione centro (Catanzaro-Crotone-Vibo Valentia) | Forza Italia            | Valeria Fedele            | 7.962      |
| Circoscrizione centro (Catanzaro-Crotone-Vibo Valentia) | Lega Salvini Calabria   | Filippo Mancuso           | 6.894      |
| Circoscrizione centro (Catanzaro-Crotone-Vibo Valentia) | Lega Salvini Calabria   | Pietro Raso               | 5.357      |
| Circoscrizione centro (Catanzaro-Crotone-Vibo Valentia) | Coraggio Italia         | Francesco De Nisi         | 9.158      |
| Circoscrizione centro (Catanzaro-Crotone-Vibo Valentia) | Fratelli d'Italia       | Antonio Montuoro          | 5.241      |
| Circoscrizione centro (Catanzaro-Crotone-Vibo Valentia) | Partito Democratico     | Ernesto Francesco Alecci  | 8.744      |
| Circoscrizione centro (Catanzaro-Crotone-Vibo Valentia) | Partito Democratico     | Raffaele Mammoliti        | 6.080      |
| Circoscrizione centro (Catanzaro-Crotone-Vibo Valentia) | Movimento 5 Stelle      | Francesco Afflitto        | 1.897      |
| Circoscrizione centro (Catanzaro-Crotone-Vibo Valentia) | De Magistris Presidente | Antonio Maria Lo Schiavo  | 2.411      |
| Circoscrizione nord (Cosenza)                           | Forza Italia            | Gianluca Gallo            | 21.692     |
| Circoscrizione nord (Cosenza)                           | Forza Italia            | Katya Gentile             | 8.091      |
| Circoscrizione nord (Cosenza)                           | Forza Italia            | Pasqualina Straface       | 6.520      |
| Circoscrizione nord (Cosenza)                           | Forza Azzurri           | Pierluigi Caputo          | 11.571     |
| Circoscrizione nord (Cosenza)                           | Fratelli d'Italia       | Fausto Orsomarso          | 9.050      |
| Circoscrizione nord (Cosenza)                           | Fratelli d'Italia       | Luciana De Francesco      | 4.565      |
| Circoscrizione nord (Cosenza)                           | Lega Salvini Calabria   | Simona Loizzo             | 5.360      |
| Circoscrizione nord (Cosenza)                           | Unione di Centro        | Giuseppe Graziano         | 7.064      |
| Circoscrizione nord (Cosenza)                           | Partito Democratico     | Francesco Antonio Iacucci | 6.738      |
| Circoscrizione nord (Cosenza)                           | Partito Democratico     | Domenico Bevacqua         | 6.303      |
| Circoscrizione nord (Cosenza)                           | Movimento 5 Stelle      | Davide Tavernise          | 2.501      |
| Circoscrizione nord (Cosenza)                           | De Magistris Presidente | Ferdinando Laghi          | 3.726      |
| Circoscrizione sud (Reggio Calabria)                    | Forza Italia            | Giovanni Arruzzolo        | 13.600     |
| Circoscrizione sud (Reggio Calabria)                    | Forza Italia            | Giuseppe Mattiani         | 11.268     |
| Circoscrizione sud (Reggio Calabria)                    | Fratelli d'Italia       | Giuseppe Neri             | 5.886      |
| Circoscrizione sud (Reggio Calabria)                    | Forza Azzurri           | Giacomo Pietro Crinò      | 6.965      |
| Circoscrizione sud (Reggio Calabria)                    | Lega Salvini Calabria   | Giuseppe Gelardi          | 4.991      |
| Circoscrizione sud (Reggio Calabria)                    | Coraggio Italia         | Salvatore Cirillo         | 3.247      |
| Circoscrizione sud (Reggio Calabria)                    | Partito Democratico     | Nicola Irto               | 10.333     |